# 阿妮塔·加里波第
阿妮塔·加里波第（葡萄牙語：Anita Garibaldi；1821年8月30日—1849年8月4日），原名安娜·玛丽亚·德·热苏斯·里贝罗，是一位巴西共和派革命者。她是意大利革命家朱塞佩·加里波第的妻子和战友。他们的结合象征着19世纪浪漫主义时代和革命自由主义的精神。